# みんなのうたスペシャル 年代別セレクション

## 放送楽曲一覧

### 1960年代
放送日時：2011年4月3日 15:30 - 16:00（JST）
- トロイカ（東京少年少女合唱隊）1961年12月 - 1962年1月放送[1]
- かあさんのうた（ペギー葉山）1962年2月 - 3月放送[2]
- はるかな友に（ボニージャックス）1963年2月 - 3月放送[3]
- クラリネットこわしちゃった（ダークダックス）1963年2月 - 3月放送[4]
- コックのポルカ（天地総子、東京放送児童合唱団）1964年8月 - 9月放送
- たのしいね（ヴォーチェ・アンジェリカ、杉並児童合唱団）1965年2月 - 3月放送[5][6]
- 地球を七回半まわれ（宍倉正信、杉並児童合唱団）1965年10月 - 11月放送[5]
- ドナドナ（岸洋子）1966年2月 - 3月放送
- チムチムチェリー（友竹正則、杉並児童合唱団）1966年4月 - 5月放送
- ほたるこい（東京放送児童合唱団）1966年6月 - 7月放送
- カラスと柿の種（マイク真木、西六郷少年少女合唱団）1966年10月 - 11月放送
- バケツの穴（熊倉一雄、東京放送児童合唱団）1968年8月 - 9月放送
- あしたに賭ける数え歌（坂本九）1969年12月 - 1970年1月放送

### 1970年代
放送日時：2011年4月23日 2:10 - 2:40
- フニクリ・フニクラ（ひばりヶ丘少年少女合唱団）1970年6月 - 7月放送[7]
- 小さな木の実（大庭照子）1971年10月 - 11月放送[8]
- ドンペペの歌（水森亜土、ザ・シャデラックス）1971年10月 - 11月放送
- 森の熊さん（ダークダックス）1972年8月 - 9月放送
- 大きな古時計（立川清登、長門美保歌劇団児童合唱部）1973年6月 - 7月放送[9]
- ドラキュラのうた（クニ河内、東京放送児童合唱団）1975年8月 - 9月放送[10]
- くいしんぼうのカレンダー（やまがたすみこ、杉並児童合唱団）1975年12月 - 1976年1月放送
- オナカの大きな王子さま（川津恒一）1975年12月 - 1976年1月放送[11]
- モッキン・バード・ヒル（上條恒彦）1976年12月 - 1977年1月放送
- アスタ・ルエゴ 〜さよなら月の猫〜（研ナオコ）1977年2月 - 3月放送
- 空にはお月さま（星野美樹子）1977年4月 - 5月放送
- 秋物語（尾崎紀世彦）1977年10月 - 11月放送[12]
- 赤鬼と青鬼のタンゴ（尾藤イサオ）1977年12月 - 1978年1月放送[12]

### 1980年代
放送日時：2011年4月15日 1:30 - 2:00（JST）
- ミスターシンセサイザー（タモリ）1980年10月 - 11月放送
- アップル パップル プリンセス（竹内まりや）1981年12月 - 1982年1月放送
- コンピューターおばあちゃん（酒井司優子）1981年12月 - 1982年1月放送[13]
- かんかんからす（加藤登紀子）1982年4月 - 5月放送
- せんせ ほんまにほんま（大阪すみよし少年少女合唱団）1982年8月 - 9月放送
- ふぃふぃ（池辺朋、東京少年少女合唱隊）1984年2月 - 3月放送
- メトロポリタン美術館（大貫妙子）1984年4月 - 5月放送
- ラジャ・マハラジャー（戸川純、東京放送児童合唱団）1985年2月 - 3月放送
- スシ食いねェ!（シブがき隊）1985年12月 - 1986年1月放送
- おはようクレヨン（谷山浩子）1987年6月 - 7月放送
- お兄ちゃんずるい（北本敦也）1987年10月 - 11月放送
- 転校生は宇宙人（BAKUFU-SLUMP）1988年6月 - 7月放送

### 1990年代
放送日時：2011年4月16日 15:30 - 16:00（JST）
- 一円玉の旅がらす（晴山さおり）1990年2月 - 3月放送
- 東の島にコブタがいた（BAKUFU-SLUMP）1990年8月 - 9月放送
- ベスト・フレンド（SMAP）1992年4月 - 5月放送
- ぼくとディジャヴ（兵藤ゆき）1993年4月 - 5月放送
- 川はだれのもの?（東京放送児童合唱団）1995年12月 - 1996年1月放送
- メッセージ・ソング（ピチカート・ファイヴ）1996年12月 - 1997年1月放送
- 大名ぎょうれつ（田中星児）1996年12月 - 1997年1月放送
- WAになっておどろう〜イレ アイエ〜（AGHARTA）1997年4月 - 5月放送
- さとうきび畑（森山良子）1997年8月 - 9月放送[14]
- 赤い自転車（花*花）1999年4月 - 5月放送

### 2000年代
放送日時：2011年4月23日 3:40 - 4:10（JST）
- おつかれさん（BEGIN）2000年12月 - 2001年1月放送
- タチツテト手を（ヘンリーバンド with M）2001年2月 - 3月放送
- ヒナのうた（柴草玲）2003年2月 - 3月放送
- フルサト（NOKKO&GO）2003年10月 - 11月放送
- りんごのうた（椎名林檎）2003年10月 - 11月放送
- 月のワルツ（諫山実生）2004年10月 - 11月放送
- クロ（遊佐未森）2005年12月 - 2006年1月放送
- ありがとう〜こころのバラ〜（マイク眞木）2006年8月 - 9月放送
- ぼくはくま（宇多田ヒカル）2006年10月 - 11月放送